# 踏雪尋梅 (歌曲)
踏雪尋梅，為中国作曲家黄自据刘雪庵词创作的独唱歌曲。歌曲描写了雪后天晴，蜡梅吐香，骑上毛驴赏雪赏花时愉快的心情。
全曲由四个乐句组成。前两句以富于跳跃的旋律，描写雪后骑驴外出时的情景；第三句模仿铃铛响声；最后一句是第二句旋律的再现和发展，刻画了郊游人喜悦的情绪。歌曲短小精炼，生活气息浓厚，也富有诗情画意。